# RealMedia
RealMedia – format kontenera multimedialnego opracowany przez RealNetworks. Zazwyczaj jest stosowany do przechowywania strumieni RealVideo oraz RealAudio. Jest też wykorzystywany do streamingu w Internecie.
W formacie tym można przechowywać tylko strumienie danych o stałej przepływności (CBR), do przechowywania danych o zmiennej przepływności (VBR) stosuje się kontener RMVB.

## Produkty odtwarzające RM
- Pentagram
  - Eon Slide-R
  - Eon Cineo

- VEDIA
  - C5
  - C6
  - C6+
  - T8